# Боенский проезд
Боенский проезд — проезд на территории Юго-Восточного Административного округа г. Москвы (Нижегородский район). Расположен перпендикулярно Средней Калитниковской улице и параллельно Скотопрогонной улице.